# Флаг Свирска
Флаг городского округа «Город Свирск» Иркутской области Российской Федерации.

## Описание
«Прямоугольное полотнище с отношением ширины к длине 2:3, несущее вдоль верхнего края красную полосу, ограниченную острыми белыми зубцами (габаритная ширина полосы с зубцами — 4/9 ширины полотнища; ширина без зубцов — 1/3), а посередине основной голубой части, незанятой зубцами — нагруженная ладья из герба, воспроизведённая жёлтым, чёрным, белым и серым цветами».

## Обоснование символики
Флаг разработан на основе герба города Свирска.
Город Свирск расположен на Иркутско-Черемховской равнине, на левом берегу реки Ангары. Статус города Свирск получил в 1949 году. Сейчас это молодой, динамично развивающийся небольшой уютный городок, который славится своими промышленными предприятиями.
Река Ангара всегда играла огромную роль в жизни местного населения, а с того момента как в 1967 году был принят в эксплуатацию Свирский речной порт, город стал одним из важнейших перевалочных узлов Восточной Сибири. Основное назначение порта — перевозка угля, добытого в Черемховском разрезе. Изображение на флаге в голубом поле лодки, груженной углем, отражает важность порта в экономике не только Свирска, но и всего региона. Шестерня дополняет общую символику флага, делая акцент на промышленности и машиностроении.
Лодка — символ движения вперёд, развития, достижения цели.
Якорь — символ стабильности, надежды, уверенности.
С 1940 года в городе начато производство химических источников тока, аккумуляторов. На 2009 год это одна из крупных отраслей Свирской промышленности. На флаге аккумуляторный завод, производящий химические источники тока, аллегорически отражён красным, белым и голубым цветом полос полотнища, зубчатое деление, напоминающее изображение молнии, дополняет символику.
Полоса, сходная очертаниями с зубьями пилы указывает на предприятие по переработке древесины.
Жёлтый цвет (золото) — символ богатства, стабильности, уважения и интеллекта.
Белый цвет (серебро) — символ чистоты, совершенства, мира и взаимопонимания.
Красный цвет — символ труда, силы, мужества, энергии и красоты.
Голубой цвет — символ чести, благородства, возвышенных устремлений, водных просторов и бескрайнего неба.
Чёрный цвет — символ мудрости, скромности, богатых недр природы.